# Lijst van beschermd erfgoed in Tintigny
Onderstaande tabel geeft een overzicht van de beschermde erfgoederen in de gemeente Tintigny. Het beschermd erfgoed maakt deel uit van het cultureel erfgoed in België.
| Object | Bouwjaar/architect | Deelgemeente | Adres | Coördinaten                   | Nummer?                | Afbeelding |
| --- | ------------------ | ------------ | ----- | ----------------------------- | ---------------------- | --- |
| Ensemble van "Cranière de Lahage" te Bellefontaine                                                                                            |                    |              |       | 49° 38' 4" NB, 5° 28' 52" OL  | 85039-CLT-0001-01 Info | |
| Het oude wapen van de semois |                    |              |       | 49° 41' 17" NB, 5° 33' 5" OL  | 85039-CLT-0003-01 Info | |
| Kerk Notre-Dame de l'Assomption en de muur die de begraafplaats omgeeft, met uitzondering van het deel langs de monumentale trap, te Tintigny |                    |              |       | 49° 41' 2" NB, 5° 30' 51" OL  | 85039-CLT-0004-01 Info | Kerk Notre-Dame de l'Assomption en de muur die de begraafplaats omgeeft, met uitzondering van het deel langs de monumentale trap, te Tintigny |
| Militaire begraafplaats genaamd "de l'entrée de la forêt" en zijn omgeving                                                                    |                    |              |       | 49° 43' 45" NB, 5° 28' 48" OL | 85039-CLT-0008-01 Info | |
| Militaire begraafplaats "du plateau" en zijn omgeving                                                                                         |                    |              |       | 49° 44' 16" NB, 5° 28' 48" OL | 85039-CLT-0009-01 Info | |
| Washuis te Tintigny, bijgebouw uitgesloten |                    |              |       | 49° 41' 38" NB, 5° 31' 14" OL | 85039-CLT-0010-01 Info | |
| Washuis in het centrum van het dorp te Bellefontaine                                                                                          |                    |              |       | 49° 39' 52" NB, 5° 29' 46" OL | 85039-CLT-0012-01 Info | |
| De vijvers van de Soye |                    |              |       | 49° 37' 50" NB, 5° 25' 18" OL | 85039-CLT-0015-01 Info | |